# Chapada do Apodi

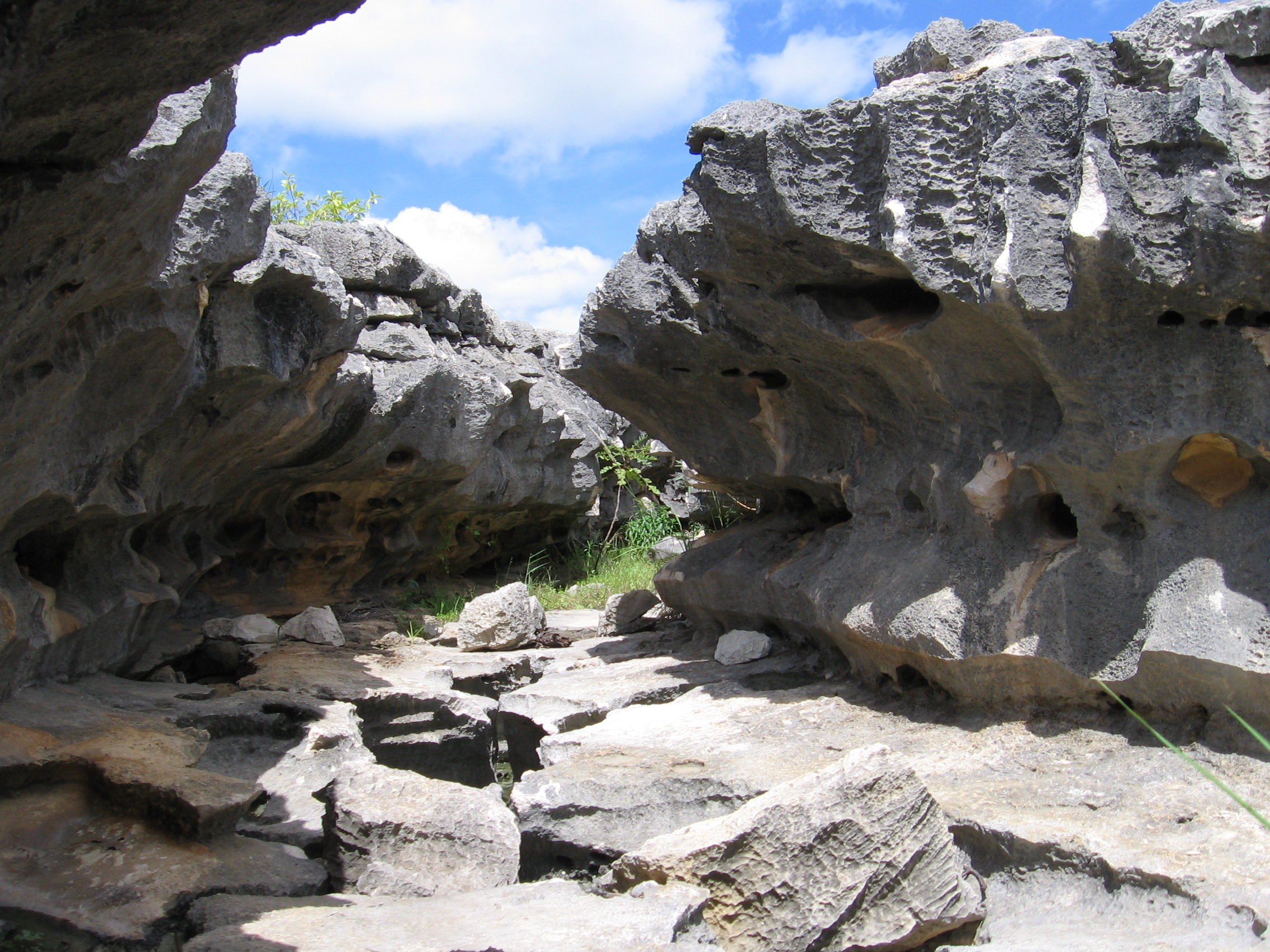
Lajedo de Soledade, uma das atrações turisticas da Chapada do Apodi no município de Apodi no estado do Rio Grande do Norte.

A Chapada do Apodi é uma formação montanhosa brasileira localizada na divisa entre os estados do Rio Grande do Norte e do Ceará.
No estado do Rio Grande do Norte está distribuída em quatro municípios: Apodi, Baraúna, Felipe Guerra e Governador Dix-Sept Rosado. No estado do Ceará está distribuída por cinco municípios: Alto Santo, Jaguaruana, Limoeiro do Norte, Quixeré e Tabuleiro do Norte. A chapada funciona como divisor de águas entre as bacias hidrográficas dos rios Apodi e Jaguaribe.

## Relevo
A área apresenta grande uniformidade do ponto de vista topográfico. O relevo é plano com declividade dominante inferior a 2%, observando-se apenas pequenas áreas ligeiramente deprimidas como variação nas condições da morfologia geral.
As condições do relevo são, assim, amplamente favoráveis para a mecanização agrícola. Para irrigação por gravidade, as necessidades de movimentação de terras para sistematização são mínimas. A ocorrência de áreas com relevo sub-côncavo, características de terrenos desenvolvidos sobre materiais calcários, constitui condicionante em relação à drenagem, já que,  na maioria dos casos, conformam depressões fechadas que acumulam água na estação chuvosa formando lagoas temporárias.

## Solo
Na área da chapada são encontrados diversos tipos de solos, destacando-se os Latossolos, Argissolos, Cambissolos e os Neossolos Litólicos.

## Clima
O clima da região é o tropical quente semi-árido. A temperatura média anual é de 28,5°C, com mínima de 22°C e máxima de 35°C. A precipitação média anual é 772 mm, registrando-se uma distribuição de chuvas muito irregular,  espacial e temporariamente. A umidade relativa é de 62%, como média anual. Os ventos sopram a uma velocidade média de 7,5 m/s e a evapotranspiração atinge a média anual de 3.215 mm. A região tem uma insolação de 3.030 horas/ano.

## Perímetro Irrigado da Chapada do Apodi
O perímetro irrigado Jaguaribe-Apodi localiza-se na parte cearense da Chapada do Apodi, mais precisamente no município de Limoeiro do Norte, entre as coordenadas 5° 20’ de latitude Sul e 38° 5’ de longitude Oeste. O acesso ao perímetro irrigado é feito pela BR-116, totalmente pavimentada, até a cidade de Limoeiro do Norte e pela CE-209 até o perímetro irrigado. Sua implementação iniciou-se em 1987, e os serviços de administração, operação e manutenção da infra-estrutura de uso comum tiveram seu início no ano de 1989.
O suprimento hídrico é assegurado pelo rio Jaguaribe, perenizado pelo açudes Orós, com capacidade de 2.100.000.000 m³, e Castanhão, com capacidade de 6.700.000.000 m³, com derivação através da barragem de Pedrinhas, localizada no braço do Jaguaribe, denominado Rio Quixeré.
A produção agrícola concentra-se nas culturas de banana, milho , melão, mamão, goiaba, ata (fruta-do-conde), melancia, pimentão, graviola, algodão herbáceo, feijão vigna, sorgo e capim de corte.

## Sistema de Irrigação
Os sistemas de irrigação utilizados no são: 87,04 % da área por pivô central; 6,48 % da área por gotejamento e 6,48 % da área por micro-aspersão
Barragem de Derivação
A barragem de derivação, denominada Pedrinhas, tem 200 m de comprimento e a função de assegurar a descarga regularizada do rio Jaguaribe, além de manter a compensação diária entre as descargas fornecidas pelo rio Jaguaribe e as descargas de irrigação, permitindo, assim, o suprimento ao canal de aproximação e daí até a estação elevatória principal.
Canal de Adução
Com comprimento de 14.611 m, o canal principal possui capacidade de vazão de 6,97 m³/s nos primeiros 6,0 km e 3,73 m³/s no restante, correspondente ao domínio de 2.193 ha nos 8,6 km restantes. Revestido em concreto simples, com espessura variando de 6 a 7 cm, contém ao longo de sua extensão,  14 tomadas d’água, 8 extravasores, 8 estruturas de controle automático de nível à jusante, 8 travessias rodoviárias e 3 passarelas sobre o canal.
Adutora
Foi constituída de linha dupla em ferro dúctil (K7), diâmetro de 1.200 mm, com comprimento de 2.309 m.  Após atingir a borda da Chapada do Apodi, a 110 m de desnível acima do canal de captação, esta tubulação conduz as águas bombeadas a uma galeria de adução, totalmente executada em concreto, em estrutura celular, com comprimento aproximado de 200 m, terminando no tanque de compensação.
Canais Secundários
Existem 5 canais secundários revestidos em concreto simples com extensão total de 3,2 km.
Estações de Bombeamento
Consta de uma estrutura em concreto, que abriga 07 (sete) conjuntos de eletrobombas submersas, de eixo vertical, com capacidade máxima de bombeamento de 6,97 m³ /s, altura manométrica máxima de 130,98 metros e 2.850 CV de potência nominal unitária. Cada conjunto moto-bomba dispõe de um poço de sucção individualizado e ligado ao barrilete de recalque, totalmente envolvido por bloco de gravidade em concreto armado.
Rede Viária
Existem três tipos de estradas no projeto:
- estradas de serviço, com total de 32,5 km de extensão. Possuem, em média, 6,0 m de largura. Servem à movimentação no interior dos lotes;
- estrada de acesso à estação elevatória, com 5,3 km de extensão e 6,40 m de largura;
- estrada de acesso ao aeroporto de Limoeiro do Norte, com 4,0 km de extensão e 6,40 m de largura.